# Ligue des champions féminine de l'EHF 2024-2025
Navigation
2023-2024 2025-2026
La saison 2024-2025 de la Ligue des champions féminine de l'EHF est la 64e édition de la compétition (31e sous la dénomination de Ligue des champions), anciennement Coupe d'Europe des clubs champions. Organisée par l'EHF, elle met aux prises 16 équipes européennes. Elle se déroule du 7 septembre 2024 au 1er juin 2025. 
Le club hongrois de Győri ETO KC, tenant du titre, remporte sa septième Ligue des champions en battant en finale le club danois d'Odense Håndbold.

## Présentation

### Formule
La formule est identique à celle introduite en 2020. La compétition commence par une phase de groupes où les équipes sont réparties en deux groupes de huit équipes. Les matchs sont joués dans un système de championnat avec des matchs aller et retour (domicile et extérieur). Les six premières équipes de chaque groupe poursuivent la compétition : les équipes classées du 3e au 6e rang jouent les barrages et les vainqueurs et deuxièmes de groupe accèdent directement aux quarts de finale.
La phase à élimination directe comprend quatre tours : les barrages, les quarts de finale et les demi-finales et finale organisées dans le cadre d'une finale à quatre. En barrages, le 3e d'un groupe affronte le 6e de l'autre groupe en matchs aller-retour et 4e et 5e en font de même, le mieux classé des deux adversaires ayant le privilège de jouer le match retour à domicile. Les quatre vainqueurs de ces barrages rejoignent en quarts de finale les quatre équipes directement qualifiées via la phase de groupes suivant le tableau prédéfini. Pour la finale à quatre, un tirage au sort détermine les oppositions en demi-finales. Le tournoi se déroule selon le même format que les trois saisons précédentes.

### Attribution des places
Depuis la saison dernière, l'EHF a décidé de séparer les classements des trois coupes d'Europe. Ainsi, le classement dépend uniquement des résultats des clubs de la fédération dans cette compétition pour les saisons 2020-2021, 2021-2022 et 2022-2023 :
- Les fédérations classées jusqu'au 9e rang voient leur champion national se qualifier pour la phase de groupes et peuvent demander jusqu'à deux wildcards.
- La fédération qui a remporté la Ligue européenne la saison précédente peut voir son champion se qualifier pour la phase de groupes et son vice-champion postuler pour une wildcard.
- Les fédérations au delà du 9e rang peuvent demander à leur champion national de demander une wildcard.

### Équipes directement qualifiés
Les neuf premiers championnats au classement EHF octroient une place en Ligue des champions à leur vainqueur. De plus, le championnat qui obtient le meilleur résultat en Ligue européenne sur les trois années précédentes, ici le Danemark, obtient une place supplémentaire (notée LE dans le tableau ci-dessous).
La Russie étant toujours suspendue jusqu'à nouvel ordre par l'EHF en raison de l'invasion russe de l'Ukraine, neuf équipes se voient confirmer le 6 juin 2024 leur participation à la compétition pour cette saison 2024-2025 :

| Rang | Pays       | Équipe                         | Statut                         |
| ---- | ---------- | ------------------------------ | ------------------------------ |
| 1    | Norvège    | Vipers Kristiansand            | Champion de Norvège            |
| 2    | Hongrie    | Ferencváros TC                 | Champion de Hongrie            |
| 3    | France     | Metz Handball                  | Champion de France 2023-2024   |
| 4    | Russie     | suspendue jusqu'à nouvel ordre | suspendue jusqu'à nouvel ordre |
| 5    | Danemark   | Team Esbjerg                   | Champion du Danemark           |
| 6    | Roumanie   | CSM Bucarest                   | Champion de Roumanie           |
| 7    | Monténégro | ŽRK Budućnost Podgorica        | Champion du Monténégro         |
| 8    | Slovénie   | RK Krim                        | Champion du Slovénie           |
| 9    | Allemagne  | HB Ludwigsburg                 | Champion d'Allemagne           |
| LE   | Danemark   | Nykøbing Falster HK            | Vice-champion du Danemark      |

### Équipes ayant sollicité une invitation
Pour atteindre le quota des seize équipes qualifiés, sept places sont attribuées par l'EHF sur dossier (Wild-Card) en fonction de cinq critères :
- qualité de la salle (capacité, qualité du terrain, commodités pour les supporters et les médias, loges VIP...) ;
- contrats de diffusion TV des pays concernés ;
- spectateurs (nombre, ambiance...) ;
- performances dans les compétitions européennes dans le passé ;
- product management et numérique».

Les fédérations classées entre la 1re et la 30e place peuvent demander un surclassement (« upgrade ») pour une équipe qualifiée en Ligue européenne. La Fédération européenne de handball dévoile les dix équipes candidates le 6 juin puis les sept équipes retenues le 21 juin :
| Rang | Pays      | Équipe                         | Statut                            | Décision   |
| ---- | --------- | ------------------------------ | --------------------------------- | ---------- |
| 1    | Norvège   | Storhamar Håndball             | Vice-champion de Norvège          | Retenu     |
| 1    | Norvège   | Sola HK                        | 3e de Norvège                     | Non retenu |
| 2    | Hongrie   | Győri ETO KCT                  | Vice-champion de Hongrie          | Retenu     |
| 2    | Hongrie   | Debreceni VSC                  | 4e de Hongrie                     | Non retenu |
| 3    | France    | Brest Bretagne Handball        | Vice-champion de France 2023-2024 | Retenu     |
| 5    | Danemark  | Odense Håndbold                | 3e de Danemark                    | Retenu     |
| 6    | Roumanie  | Rapid Bucarest                 | Vice-champion de Roumanie         | Retenu     |
| 6    | Roumanie  | CS Gloria 2018 Bistrița-Năsăud | 3e de Roumanie                    | Retenu     |
| 9    | Allemagne | Borussia Dortmund              | 4e d'Allemagne                    | Non retenu |
| 10   | Croatie   | ŽRK Podravka Koprivnica        | Champion de Croatie               | Retenu     |

Remarques :
- suivant le règlement de l'EHF, le Danemark ne peut demander un surclassement puisqu'il a déjà une équipe supplémentaire (le Nykøbing Falster HK)[7]. Pourtant, le club danois de l'Odense Håndbold fait bien partie des candidats[4] et est même finalement retenu[6]...
- seulement neuf fédérations sur cinquante participent à la compétition.
- le Danemark et la Roumanie possèdent chacun trois clubs qualifiés.

## Phase de groupes
Le tirage au sort a eu lieu le 27 juin 2024. Les 16 équipes ont été réparties en 2 groupes de huit.

Lors de la phase de groupes, disputée du 7 septembre 2024 au 23 février 2025, les équipes sont classées selon le nombre de points (2 points pour une victoire, 1 point pour un match nul, 0 point pour une défaite). A la fin de la phase de groupes, si deux équipes ou plus ont marqué le même nombre de points, le classement sera déterminé comme suit :
1. Le plus grand nombre de points dans les matchs entre les équipes directement impliquées
2. Différence de buts supérieure dans les matchs entre les équipes directement impliquées
3. Le plus grand nombre de buts marqués lors de matches entre les équipes directement impliquées
4. Différence de buts supérieure dans tous les matches du groupe
5. Le plus grand nombre de buts positifs dans tous les matches du groupe
6. Tirage au sort.

Les équipes terminant premières ou deuxièmes de leur poule sont directement qualifiées pour les quarts de finale, les équipes classées de la 3e à la 6e place sont qualifiées pour les barrages et les équipes classées aux 7e et 8e places sont éliminées.

### Groupe A
| Rang | Équipe                 | Pts | J  | G  | N | P  | Bp  | Bc  | Diff | Qualification    |  | MET   | FER   | BUC   | KRI   | KOP   | STO   | BIS   | NYK   |
| ---- | ---------------------- | --- | -- | -- | - | -- | --- | --- | ---- | ---------------- |  | ----- | ----- | ----- | ----- | ----- | ----- | ----- | ----- |
| 1    | Metz Handball          | 27  | 14 | 13 | 1 | 0  | 413 | 361 | +52  | Quarts de finale |  | —     | 24–19 | 27–24 | 34–30 | 35–31 | 24–20 | 28–26 | 30–22 |
| 2    | Ferencváros TC         | 24  | 14 | 12 | 0 | 2  | 395 | 351 | +44  | Quarts de finale |  | 23–26 | —     | 31–28 | 28–27 | 33–24 | 26–25 | 32–28 | 31–22 |
| 3    | CSM Bucarest           | 18  | 14 | 9  | 0 | 5  | 414 | 383 | +31  | Barrages         |  | 31–32 | 26–28 | —     | 36–23 | 31–30 | 32–28 | 32–23 | 27–26 |
| 4    | RK Krim                | 13  | 14 | 6  | 1 | 7  | 390 | 404 | −14  | Barrages         |  | 25–34 | 22–27 | 29–31 | —     | 30–29 | 25–23 | 28–25 | 35–25 |
| 5    | Podravka Koprivnica    | 11  | 14 | 5  | 1 | 8  | 383 | 392 | −9   | Barrages         |  | 26–28 | 29–30 | 28–29 | 23–24 | —     | 25–24 | 26–25 | 27–27 |
| 6    | Storhamar Håndball     | 8   | 14 | 3  | 2 | 9  | 351 | 377 | −26  | Barrages         |  | 29–29 | 21–27 | 21–32 | 29–28 | 23–25 | —     | 25–23 | 22–22 |
| 7    | Gloria Bistrița-Năsăud | 6   | 14 | 3  | 0 | 11 | 378 | 410 | −32  | Éliminé          |  | 28–34 | 23–26 | 30–26 | 30–35 | 25–29 | 31–28 | —     | 37–29 |
| 8    | Nykøbing Falster HK    | 5   | 14 | 1  | 3 | 10 | 372 | 418 | −46  | Éliminé          |  | 27–28 | 27–34 | 27–29 | 30–30 | 28–31 | 28–33 | 32–24 | —     |

### Groupe B
| Rang | Équipe                  | Pts | J  | G  | N | P  | Bp  | Bc  | Diff | Qualification      |  | GYO   | ESB   | ODE   | BRE   | LUD   | BUC   | BUD   | VIP   |
| ---- | ----------------------- | --- | -- | -- | - | -- | --- | --- | ---- | ------------------ |  | ----- | ----- | ----- | ----- | ----- | ----- | ----- | ----- |
| 1    | Győri ETO KC            | 25  | 14 | 12 | 1 | 1  | 397 | 333 | +64  | Quarts de finale   |  | —     | 28–26 | 28–35 | 28–27 | 32–19 | 31–20 | 33–21 | 27–22 |
| 2    | Team Esbjerg            | 21  | 14 | 10 | 1 | 3  | 414 | 360 | +54  | Quarts de finale   |  | 23–29 | —     | 39–30 | 36–27 | 30–30 | 39–32 | 26–19 | 30–29 |
| 3    | Odense Håndbold         | 20  | 14 | 10 | 0 | 4  | 434 | 376 | +58  | Barrages           |  | 32–34 | 20–31 | —     | 36–33 | 28–22 | 32–24 | 31–29 | 10–0  |
| 4    | Brest Bretagne Handball | 15  | 14 | 7  | 1 | 6  | 414 | 383 | +31  | Barrages           |  | 34–35 | 33–32 | 36–38 | —     | 26–28 | 33–21 | 23–23 | 30–27 |
| 5    | HB Ludwigsburg          | 13  | 14 | 6  | 1 | 7  | 391 | 411 | −20  | Barrages           |  | 26–31 | 31–36 | 24–40 | 26–33 | —     | 30–24 | 26–18 | 33–29 |
| 6    | Rapid Bucarest          | 6   | 14 | 2  | 2 | 10 | 350 | 412 | −62  | Barrages           |  | 25–28 | 26–28 | 25–42 | 31–34 | 29–37 | —     | 32–27 | 10–0  |
| 7    | Budućnost Podgorica     | 5   | 14 | 1  | 3 | 10 | 324 | 398 | −74  | Éliminé            |  | 23–23 | 23–27 | 24–33 | 22–35 | 25–36 | 21–21 | —     | 26–20 |
| 8    | Vipers Kristiansand     | 7   | 14 | 3  | 1 | 10 | 245 | 296 | −51  | Forfait (faillite) |  | 0–10  | 0–10  | 26–24 | 0–10  | 30–23 | 30–30 | 32–23 | —     |

1. ↑  Le Vipers Kristiansand se déclare en faillite début janvier 2025 après 8 journées, les résultats des matchs restants sont validés 10-0 pour les adversaires[9]

## Phase à élimination directe
|  | Barrage | Barrage                 | Barrage | Barrage       |    |                         | Quart de finale | Quart de finale | Quart de finale | Quart de finale |
|  |         |                         |         |               |    |                         |                 |                 |                 |                 |
|  |         |                         |         |               |    |                         |                 |                 |                 |                 |
|  | A5      | Podravka Koprivnica     | 27      | 27            |    |                         |                 |                 |                 |                 |
|  | A5      | Podravka Koprivnica     | 27      | 27            |    |                         |                 |                 |                 |                 |
|  | B4      | Brest Bretagne Handball | 26      | 35            |    |                         |                 |                 |                 |                 |
|  | B4      | Brest Bretagne Handball | 26      | 35            | B4 | Brest Bretagne Handball | 26              | 32              |                 |                 |
|  |         |                         |         |               | B4 | Brest Bretagne Handball | 26              | 32              |                 |                 |
|  |         |                         | A1      | Metz Handball | 29 | 33                      |                 |                 |                 |                 |
|  |         |                         |         |               | 29 | 33                      |                 |                 |                 |                 |
|  |         |                         |         |               |    |                         |                 |                 |                 |                 |
|  |         |                         |         |               |    |                         |                 |                 |                 |                 |
|  |         |                         |         |               |    |                         |                 |                 |                 |                 |

|  | Barrage | Barrage        | Barrage | Barrage      |    |                | Quart de finale | Quart de finale | Quart de finale | Quart de finale |
|  |         |                |         |              |    |                |                 |                 |                 |                 |
|  |         |                |         |              |    |                |                 |                 |                 |                 |
|  | B5      | HB Ludwigsburg | 31      | 23           |    |                |                 |                 |                 |                 |
|  | B5      | HB Ludwigsburg | 31      | 23           |    |                |                 |                 |                 |                 |
|  | A4      | RK Krim        | 21      | 26           |    |                |                 |                 |                 |                 |
|  | A4      | RK Krim        | 21      | 26           | B5 | HB Ludwigsburg | 24              | 22              |                 |                 |
|  |         |                |         |              | B5 | HB Ludwigsburg | 24              | 22              |                 |                 |
|  |         |                | B1      | Győri ETO KC | 25 | 29             |                 |                 |                 |                 |
|  |         |                |         |              | 25 | 29             |                 |                 |                 |                 |
|  |         |                |         |              |    |                |                 |                 |                 |                 |
|  |         |                |         |              |    |                |                 |                 |                 |                 |
|  |         |                |         |              |    |                |                 |                 |                 |                 |

|  | Barrage | Barrage            | Barrage | Barrage        |    |                 | Quart de finale | Quart de finale | Quart de finale | Quart de finale |
|  |         |                    |         |                |    |                 |                 |                 |                 |                 |
|  |         |                    |         |                |    |                 |                 |                 |                 |                 |
|  | A6      | Storhamar Håndball | 20      | 21             |    |                 |                 |                 |                 |                 |
|  | A6      | Storhamar Håndball | 20      | 21             |    |                 |                 |                 |                 |                 |
|  | B3      | Odense Håndbold    | 33      | 25             |    |                 |                 |                 |                 |                 |
|  | B3      | Odense Håndbold    | 33      | 25             | B3 | Odense Håndbold | 27              | 25              |                 |                 |
|  |         |                    |         |                | B3 | Odense Håndbold | 27              | 25              |                 |                 |
|  |         |                    | A2      | Ferencváros TC | 27 | 24              |                 |                 |                 |                 |
|  |         |                    |         |                | 27 | 24              |                 |                 |                 |                 |
|  |         |                    |         |                |    |                 |                 |                 |                 |                 |
|  |         |                    |         |                |    |                 |                 |                 |                 |                 |
|  |         |                    |         |                |    |                 |                 |                 |                 |                 |

|  | Barrage | Barrage        | Barrage | Barrage      |    |              | Quart de finale | Quart de finale | Quart de finale | Quart de finale |
|  |         |                |         |              |    |              |                 |                 |                 |                 |
|  |         |                |         |              |    |              |                 |                 |                 |                 |
|  | B6      | Rapid Bucarest | 24      | 23           |    |              |                 |                 |                 |                 |
|  | B6      | Rapid Bucarest | 24      | 23           |    |              |                 |                 |                 |                 |
|  | A3      | CSM Bucarest   | 34      | 28           |    |              |                 |                 |                 |                 |
|  | A3      | CSM Bucarest   | 34      | 28           | A3 | CSM Bucarest | 30              | 22              |                 |                 |
|  |         |                |         |              | A3 | CSM Bucarest | 30              | 22              |                 |                 |
|  |         |                | B2      | Team Esbjerg | 29 | 26           |                 |                 |                 |                 |
|  |         |                |         |              | 29 | 26           |                 |                 |                 |                 |
|  |         |                |         |              |    |              |                 |                 |                 |                 |
|  |         |                |         |              |    |              |                 |                 |                 |                 |
|  |         |                |         |              |    |              |                 |                 |                 |                 |

### Barrages
Les barrages aller ont lieu les samedi 22 et dimanche 23 mars 2025. Les matchs retour se déroulent la semaine suivante, les samedi 29 et dimanche 30 mars.
| Équipe              | Aller   | Total   | Retour  | Équipe            |
| ------------------- | ------- | ------- | ------- | ----------------- |
| Podravka Koprivnica | 27 – 26 | 54 – 61 | 27 – 35 | Brest Bretagne HB |
| HB Ludwigsburg      | 31 – 21 | 54 – 47 | 23 – 26 | RK Krim           |
| Storhamar Håndball  | 20 – 33 | 41 – 58 | 21 – 25 | Odense Håndbold   |
| Rapid Bucarest      | 24 – 34 | 46 – 62 | 22 – 28 | CSM Bucarest      |

### Quarts de finale
Les quarts de finale aller sont ont lieu les samedi 19 et dimanche 20 avril 2025. Les matchs retour se déroulent la semaine suivante, les samedi 26 et dimanche 27 avril.
| Équipe            | Aller   | Total   | Retour  | Équipe         |
| ----------------- | ------- | ------- | ------- | -------------- |
| Brest Bretagne HB | 26 – 29 | 58 – 62 | 32 – 33 | Metz Handball  |
| HB Ludwigsburg    | 24 – 25 | 46 – 54 | 22 – 29 | Győri ETO KC   |
| Odense Håndbold   | 27 – 27 | 52 – 51 | 25 – 24 | Ferencváros TC |
| CSM Bucarest      | 30 – 29 | 52 – 55 | 22 – 26 | Team Esbjerg   |

### Finale à quatre
La finale à quatre (ou en anglais : Final Four) a eu lieu les 31 mai et 1er juin 2025 dans la MVM Dome de Budapest en Hongrie.
|  | Demi-finales         | Demi-finales       |                        |    | Finale               | Finale               |
|  | Demi-finales         | Demi-finales       |                        |    | Finale               | Finale               |
|  |                      |                    |                        |    |                      |                      |
|  | 31 mai 2025, 15h00   | 31 mai 2025, 15h00 |                        |    | 1er juin 2025, 18h00 | 1er juin 2025, 18h00 |
|  | 31 mai 2025, 15h00   | 31 mai 2025, 15h00 |                        |    | 1er juin 2025, 18h00 | 1er juin 2025, 18h00 |
|  | Győri ETO KC         | 29                 |                        |    | 1er juin 2025, 18h00 | 1er juin 2025, 18h00 |
|  | Győri ETO KC         | 29                 |                        |    | 1er juin 2025, 18h00 | 1er juin 2025, 18h00 |
|  | Team Esbjerg         | 28                 |                        |    | 1er juin 2025, 18h00 | 1er juin 2025, 18h00 |
|  | Team Esbjerg         | 28                 | Győri ETO KC           | 29 |                      |                      |
|  | 31 mai 2025, 18h00   |                    | Győri ETO KC           | 29 |                      |                      |
|  |                      | Odense Håndbold    | 27                     |    |                      |                      |
|  | Metz Handball        | Odense Håndbold    | 27                     | 29 |                      |                      |
|  | Metz Handball        |                    |                        | 29 |                      |                      |
|  | Odense Håndbold      | 31ap               |                        |    |                      |                      |
|  | Odense Håndbold      | 31ap               | Match pour la 3e place |    |                      |                      |
|  |                      |                    |                        |    |                      |                      |
|  | 1er juin 2025, 15h00 |                    |                        |    |                      |                      |
|  |                      |                    |                        |    |                      |                      |
|  | Team Esbjerg         | 30                 |                        |    |                      |                      |
|  | Team Esbjerg         | 30                 |                        |    |                      |                      |
|  | Metz Handball        | 27                 |                        |    |                      |                      |
|  | Metz Handball        | 27                 |                        |    |                      |                      |

#### Demi-finales
| 31 mai 2025 15h00 | Győri ETO KC     | 29 – 28 | Team Esbjerg    | MVM Dome, Budapest Affluence : 17 500 Arbitrage : Barysas, Petrusis |
| 31 mai 2025 15h00 | Dione Housheer 7 | (17–15) | Henny Reistad 7 | MVM Dome, Budapest Affluence : 17 500 Arbitrage : Barysas, Petrusis |
| 31 mai 2025 15h00 | ×1 ×3            | EHF     | ×3              | MVM Dome, Budapest Affluence : 17 500 Arbitrage : Barysas, Petrusis |

| 31 mai 2025 18h00 | Metz Handball     | 29 – 31 (ap)   | Odense Håndbold         | MVM Dome, Budapest Affluence : 17 500 Arbitrage : Lidacka, Lesiak |
| 31 mai 2025 18h00 | quatre joueuses 5 | (16–13, 27–27) | Thale Rushfeldt Deila 6 | MVM Dome, Budapest Affluence : 17 500 Arbitrage : Lidacka, Lesiak |
| 31 mai 2025 18h00 | Prol. : 2–4       |                |                         | MVM Dome, Budapest Affluence : 17 500 Arbitrage : Lidacka, Lesiak |
| 31 mai 2025 18h00 | ×4                | EHF            | ×1 ×5 ×1                | MVM Dome, Budapest Affluence : 17 500 Arbitrage : Lidacka, Lesiak |

#### Match pour la3eplace
| 1er juin 2025 15h00 | Team Esbjerg    | 30 – 27 | Metz Handball   | MVM Dome, Budapest Affluence : 16 500 Arbitrage : Duplii, Pobedrina |
| 1er juin 2025 15h00 | Henny Reistad 8 | (17–16) | Sarah Bouktit 6 | MVM Dome, Budapest Affluence : 16 500 Arbitrage : Duplii, Pobedrina |
| 1er juin 2025 15h00 | ×5 ×1           | EHF     | ×5              | MVM Dome, Budapest Affluence : 16 500 Arbitrage : Duplii, Pobedrina |

#### Finale
| 1er juin 2025 18h00 | Győri ETO KC     | 29 – 27 | Odense Håndbold | MVM Dome, Budapest Affluence : 19 469 Arbitrage : Mata, López |
| 1er juin 2025 18h00 | trois joueuses 6 | (20–15) | Mie Højlund 5   | MVM Dome, Budapest Affluence : 19 469 Arbitrage : Mata, López |
| 1er juin 2025 18h00 | ×1 ×2            | EHF     | ×2 ×1           | MVM Dome, Budapest Affluence : 19 469 Arbitrage : Mata, López |

## Meilleures buteuses
Au terme de la compétition, les meilleures buteuses sont :
| Rang | Joueuse                    | Club                    | Buts | Tirs | %      | MJ | Moy. |
| ---- | -------------------------- | ----------------------- | ---- | ---- | ------ | -- | ---- |
| 1    | Henny Reistad              | Team Esbjerg            | 154  | 219  | 70,3 % | 17 | 9,1  |
| 2    | Elizabeth Omoregie (en)    | CSM Bucarest            | 109  | 156  | 69,9 % | 18 | 6,1  |
| 3    | Sarah Bouktit              | Metz Handball           | 107  | 140  | 76,4 % | 18 | 5,9  |
| 4    | Cristina Neagu             | CSM Bucarest            | 101  | 179  | 56,4 % | 16 | 6,3  |
| 5    | Dione Housheer             | Győri ETO KC            | 91   | 116  | 78,4 % | 17 | 5,4  |
| 5    | Ana Gros                   | RK Krim                 | 91   | 138  | 65,9 % | 16 | 5,7  |
| 7    | Clarisse Mairot            | Brest Bretagne Handball | 88   | 116  | 75,9 % | 17 | 5,2  |
| 8    | Thale Rushfeldt Deila (en) | Odense Håndbold         | 88   | 135  | 65,2 % | 19 | 4,6  |
| 9    | Matea Pletikosić (en)      | Podravka Koprivnica     | 86   | 114  | 75,4 % | 16 | 5,4  |
| 10   | Anna Viakhireva            | Brest Bretagne Handball | 85   | 121  | 70,2 % | 17 | 5,0  |

## Nombre d'équipes par association et par tour
L'ordre des fédérations est établi suivant le classement EHF des pays pour la saison 2024/2025.
| Association | Association | Phase de groupes                                       | Barrages à élimination directe | Quarts de finale                         | Demi-finales                    | Petite finale   | Finale            |
| ----------- | ----------- | ------------------------------------------------------ | ------------------------------ | ---------------------------------------- | ------------------------------- | --------------- | ----------------- |
| Norvège     |             | 2 Storhamar Håndball, Vipers Kristiansand              | 1 Storhamar Håndball           |                                          |                                 |                 |                   |
| Hongrie     |             | 2 Ferencváros TC, Győri ETO KC                         |                                | 2 Ferencváros TC,Győri ETO KC            | 1 Győri ETO KC                  |                 | 1 Győri ETO KC    |
| France      |             | 2 Brest Bretagne Handball, Metz Handball               | 1 Brest Bretagne Handball      | 2 Brest Bretagne Handball, Metz Handball | 1 Metz Handball                 | 1 Metz Handball |                   |
| Danemark    |             | 3 Nykøbing Falster HK, Team Esbjerg, Odense Håndbold   | 1 Odense Håndbold              | 2 Team Esbjerg, Odense Håndbold          | 2 Team Esbjerg, Odense Håndbold | 1 Team Esbjerg  | 1 Odense Håndbold |
| Roumanie    |             | 3 CSM Bucarest, Gloria Bistrița-Năsăud, Rapid Bucarest | 2 CSM Bucarest, Rapid Bucarest | 1 CSM Bucarest                           |                                 |                 |                   |
| Monténégro  |             | 1 Budućnost Podgorica                                  |                                |                                          |                                 |                 |                   |
| Slovénie    |             | 1 RK Krim                                              | 1 RK Krim                      |                                          |                                 |                 |                   |
| Allemagne   |             | 1 HB Ludwigsburg                                       | 1 HB Ludwigsburg               | 1 HB Ludwigsburg                         |                                 |                 |                   |
| Croatie     |             | 1 Podravka Koprivnica                                  | 1 Podravka Koprivnica          | 1 Podravka Koprivnica                    |                                 |                 |                   |
| Total       | Total       | 16                                                     | 8                              | 8                                        | 4                               | 2               | 2                 |